# Berkenyéd
Berkenyéd (1899-ig Jarembina, szlovákul Jarabina, lengyelül Jarzembina, ruszinul Orjabina, németül Girm) község Szlovákiában, az Eperjesi kerület Ólublói járásában.

## Fekvése
Ólublótól 5 km-re északnyugatra, a Kishárs-patak völgyében fekszik.

## Története
1329-ben „Giermp” néven említik először, amikor Drugeth Vilmos szepesi ispán megerősíti birtokában Gonchola soltész fiát, Mátyást. A falu a 14. század elején keletkezett, amikor rutén pásztorokat telepítettek ide. 1342-ben „Yerubina”, 1360-ban „Sombach” néven említik. Az ólublói uradalomhoz tartozott. 1364-ben Ólubló határainak kijelölésekor említik a települést. 1408-ban abban az okiratban, melyben Zsigmond király a lublói váruradalmat Perényi Imrének adja „Gyrem alio nomine Zumbach” néven említik. 1412 és 1769 között az elzálogosított szepesi városokkal együtt Lengyelországhoz tartozott. A 16. század első felében a vlach jog alapján ruszin pásztorokat telepítettek ide. 1564-ben 13 paraszti és 5 zsellér háztartás volt a faluban. A 18. században lakói főként földművesek, drótosok voltak. 1758-ban 125 paraszt, 15 zsellér, 2 soltészház, malom és fűrésztelep található a faluban.
A 18. század végén Vályi András így ír róla: „JÁREMBINA. Szepes Vármegy. földes Ura a’ K. Kamara, lakosai katolikusok, határjának 1/3 része völgyes, jó rozsot terem, réttyei is jók, fája mind a’ két féle van.”
1828-ban 224 háza volt.
Fényes Elek 1851-ben kiadott geográfiai szótárában így ír a faluról: „Jarembina, orosz-német falu, Szepes vmegyében, völgyben, ut. p. Lublyó. Határa 50 urb. telek, melly árpát, zabot, burgonyát, lent, káposztát, répát terem. Allodium az erdőn kivül más nincs. Van 1400 görög, 50 római kath. lakosa, g. kath. plebániája. A lakosok többnyire drótosok. Birják Mihajlovics és Grob családok.”
1873-ban kolerajárvány pusztított, mely 205 áldozatot követelt. A trianoni diktátumig Szepes vármegye Ólublói járásához tartozott.

## Népessége
| Év:            | 1994. | 2004.   | 2014.   | 2024.   |
| -------------- | ----- | ------- | ------- | ------- |
| Emberek száma: | 836   | 844     | 895     | 925     |
| Eltérés:       |       | +0,95 % | +6,04 % | +3,35 % |

| Év:            | 2023. | 2024.   |
| -------------- | ----- | ------- |
| Emberek száma: | 923   | 925     |
| Eltérés:       |       | +0,21 % |

1910-ben 1155, túlnyomórészt ruszin anyanyelvű lakosa volt.
2002-ben 850 lakosa volt, közülük 150 cigány származású.
2011-ben 881 lakosából 369 ruszin, 336 szlovák, 73 ukrán és 65 cigány volt.
2021-ben 919 lakosából 48 (+23) cigány, 291 (+147) ruszin, 474 (+33) szlovák, 69 (+4) egyéb és 37 ismeretlen nemzetiségű volt.

## Neves személyek
- Itt született 1893-ban Byssz Róbert festő, karikaturista, grafikus, újságíró.

## Nevezetességei
- Szűz Mária tiszteletére szentelt ortodox temploma 1803 és 1809 között épült, klasszicizáló barokk stílusban.
- Határában található a Berkenyédi-áttörés védett természeti látványossága.